# Sauvignon blanc

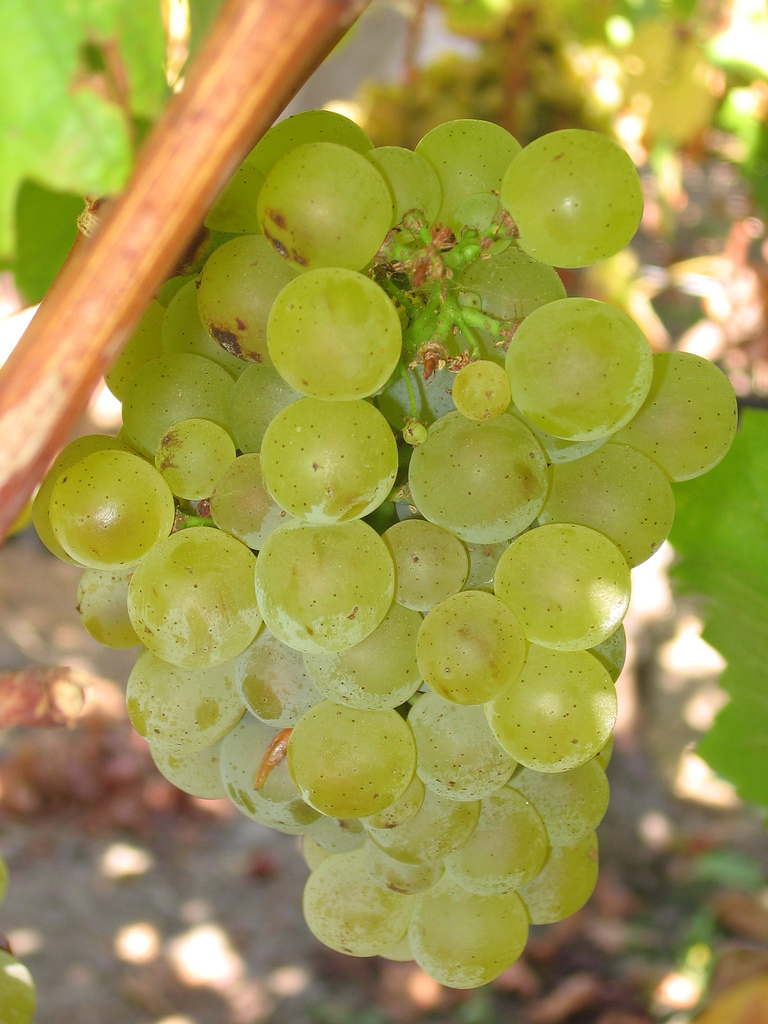
Struguri de Sauvignon blanc

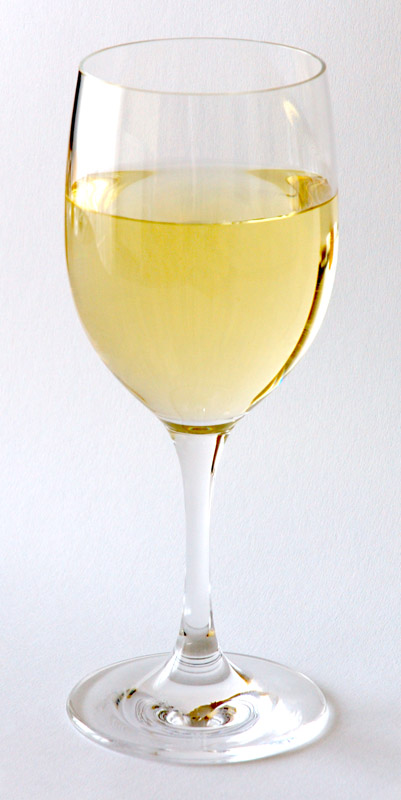
Sauvignon Blanc

Sauvignon blanc este un soi de struguri.
Se cultivă, de secole, în Franța. În România este răspândit în 41 de centre viticole, printre care podgoriile Drăgășani, Ștefănești, Alba Iulia, Iași. În Republica Moldova se cultivă în Purcari. Sec, demisec sau dulce, Sauvignon blanc este un vin cu multă viață, plăcut, acid și aromat.În mare parte vinul este consumat in primul sau al doilea an de la roadă. După câțiva ani de păstrare în butoaie și butelii, buchetul și gustul se apropie de cele ale pepenelui galben.

## Istorie
Originea strugurilor Sauvignon blanc se găsește în vestul Franței, pe valea Loirei și în regiunea Bordeaux. La un moment dat în secolul XVIII soiul a fost hibridat cu Cabernet Franc dând naștere soiului Cabernet Sauvignon în Bordeaux. În pofida numelor asemănătoare Sauvignon blanc nu are nicio relație cunoscută de rudenie cu mutația Sauvignon Rosé care se cultivă în valea Loirei, în Franța.

## Descriere
Sauvignon blanc este un vin, cu o culoare galbenă-canar cu reflexe verzui strălucitoare. Are aromă destul de intensă, amintind-o pe cea de iasomie sau de mirosul florilor de viță-de-vie. După o perioadă de păstrare, o parte din aromă este estompată și înlocuită de un buchet complex de învechire, care-i accentuează unicitatea. Gustul este fructuos, cu multă prospețime, învăluit într-o aromă-buchet care îl face plăcut și tentant. Când vinul se obține printr-o macerare peliculară, însoțit de o fermentare dirijată, vinul își intensifică culoarea și devine mai corpolent.